# (5775) Inuyama
(5775) Inuyama est un astéroïde de la ceinture principale.

## Description
(5775) Inuyama est un astéroïde de la ceinture principale. Il fut découvert le 29 septembre 1989 à Kani par Yoshikane Mizuno et Toshimasa Furuta. Il présente une orbite caractérisée par un demi-grand axe de 2,57 UA, une excentricité de 0,19 et une inclinaison de 11,2° par rapport à l'écliptique.

## Compléments